# فاسندا
فاسندا، المعروف أيضا باسم باسندا، هي مدينة و بلدية في منطقة نافساري في دولة الهند ولاية غوجارات، تغطي مساحة قدرها 557 كيلومتر مربع.
تتصل فاسندا مع واغاي، شيخلي، سابوترا، ناسيك، فابي، دارامبور ، شملاجي غبر الطريق السريع الدولي. أقرب محطة سكة حديد هي يوناي، على الرغم من أن القطارات الضيقة فقط تمر عبر المحطة. أقرب محطة سكة حديد للقطارات العريضة هي بيليمورا.[بحاجة لمصدر]
فاسندا هي مدينة جميلة مليئة بالأنشطة الاجتماعية. تعمل منظمة الغرفة الفتية الدولية أيضًا في المدينة باسم «جي إس أي فاسندا رويال» التي أسسها السيد أميتسينه ديساي.
شانكار جيكيشان ولد وترعرع في المدينة، وهو واحد من أنجح مخرج موسيقى أفلام هندي.
كانت بانسدا في يوم من الأيام عاصمة ولاية بانسدا الأميرية حتى عام 1949. يوجد برج في فانسدا يُظهر التراث الملكي لفانسدا. كما يوجد مسجد بالقرب من البرج، وضريح نادير شاه بير درجاه في تشامبوادي، والذي يزوره العديد من الهندوس والمسلمين.

## روابط خارجية
- الولاية الأميرية - بانسدا
- تشارلز توماس «توماس كاكا» من فانسدا
- مشاريع سياحية. كلية فانسدا
- Vansda Taluka Panchayat- صفحة الويب الرسمية (اللغة الغوجاراتية)